# ViziQuer
ViziQuer  là công cụ kết nối tới SPARQL endpoint và xây dựng các truy vấn để lấy dữ liệu. ViziQuer cho phép khám phá lược đồ dữ liệu tại SPARQL endpoint. Công cụ này được thiết kế để dễ dàng định nghĩa tập dữ liệu cho các phân tích chuyên sâu hoặc duyệt dữ liệu.
Cấu hình máy tính cài đặt của ViziQuer là Windows XP2 trở lên. Một công cụ khác tương tự ViziQuer đó là OWLGrEd cho phép xây dựng mô hình ontology OWL và trao đổi giữa các mô hình ontology.

## Các thành viên tham gia dự án
- Martins Zviedris đến từ trường đại học Latvia
- Giáo sư Guntis Barzdins đến từ trường đại học Latvia [3]
- Sergejs Rikacovs đến từ trường đại học Latvia

## Hướng dẫn cài đặt
Để cài đặt công cụ, tải tập tin ViziQuer.exe từ địa chỉ: http://viziquer.lumii.lv/ViziQuer.exe Lưu trữ ngày 20 tháng 3 năm 2012 tại Wayback Machine, chọn tập tin tải về và chọn thư mục cài đặt.
Chọn tập tin run_test_case.bat để kiểm tra hoặc start.bat để kết nối với SPARQL endpoint.
Nếu lần đầu cài đặt, cần phải đăng ký 2 thành phần được sử dụng bằng công cụ. Xem hướng dẫn sử dụng chi tiết tại địa chỉ: http://viziquer.lumii.lv/help.html Lưu trữ ngày 25 tháng 12 năm 2011 tại Wayback Machine